# ネルトリンガー・リース

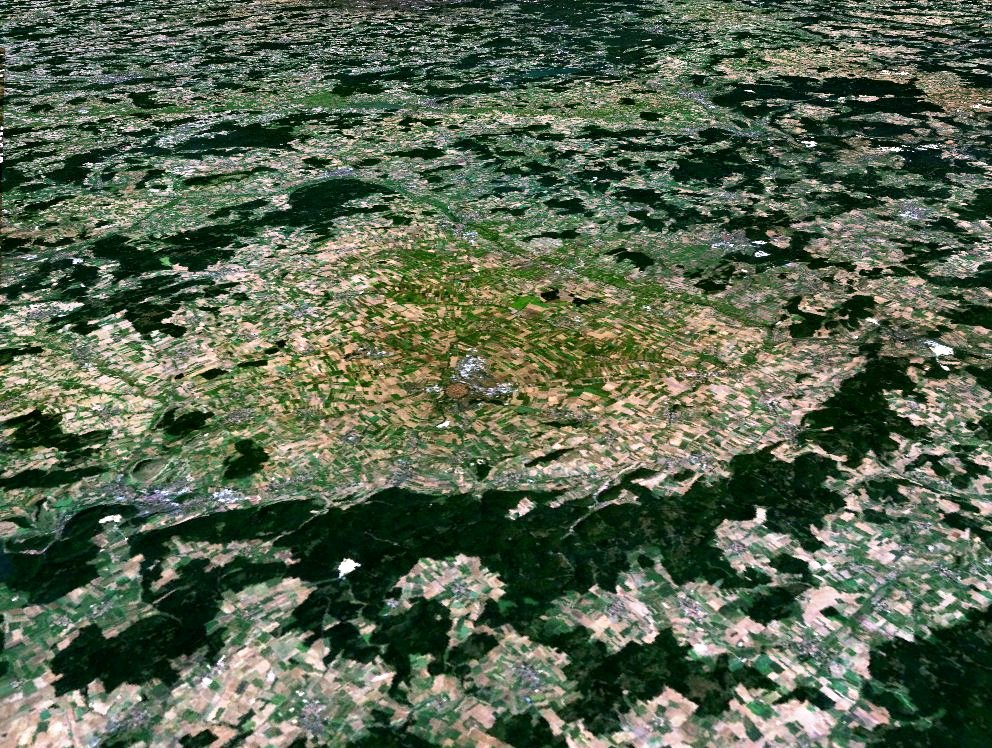
ネルトリンガー・リース

ネルトリンガー・リース（ドイツ語: Nördlinger Ries）はドイツ、バイエルン州西部にある直径約24 kmの円形の盆地である。リース・クレーター(Ries crater)とも呼ばれる。シュヴァーベン山地とフランケン山地の境界にあり、ドナウ川の北にあたる。その大部分がバイエルン州ドナウ＝リース郡に属し、残りがバーデン＝ヴュルテンベルク州オストアルプ郡に属する。クレーターの中心から南西6 kmの場所にネルトリンゲンの街がある。2022年に一帯がユネスコ世界ジオパークに登録されている。

## 名前の由来
「リース(Ries)」という名前はドイツ語ではなく、古代ローマの属州「ラエティア(Raetia)」に由来すると考えられている。この地には先ローマ時代にラエティア人が住んでいた。他にリースと呼ばれる地名はない。

## 構造

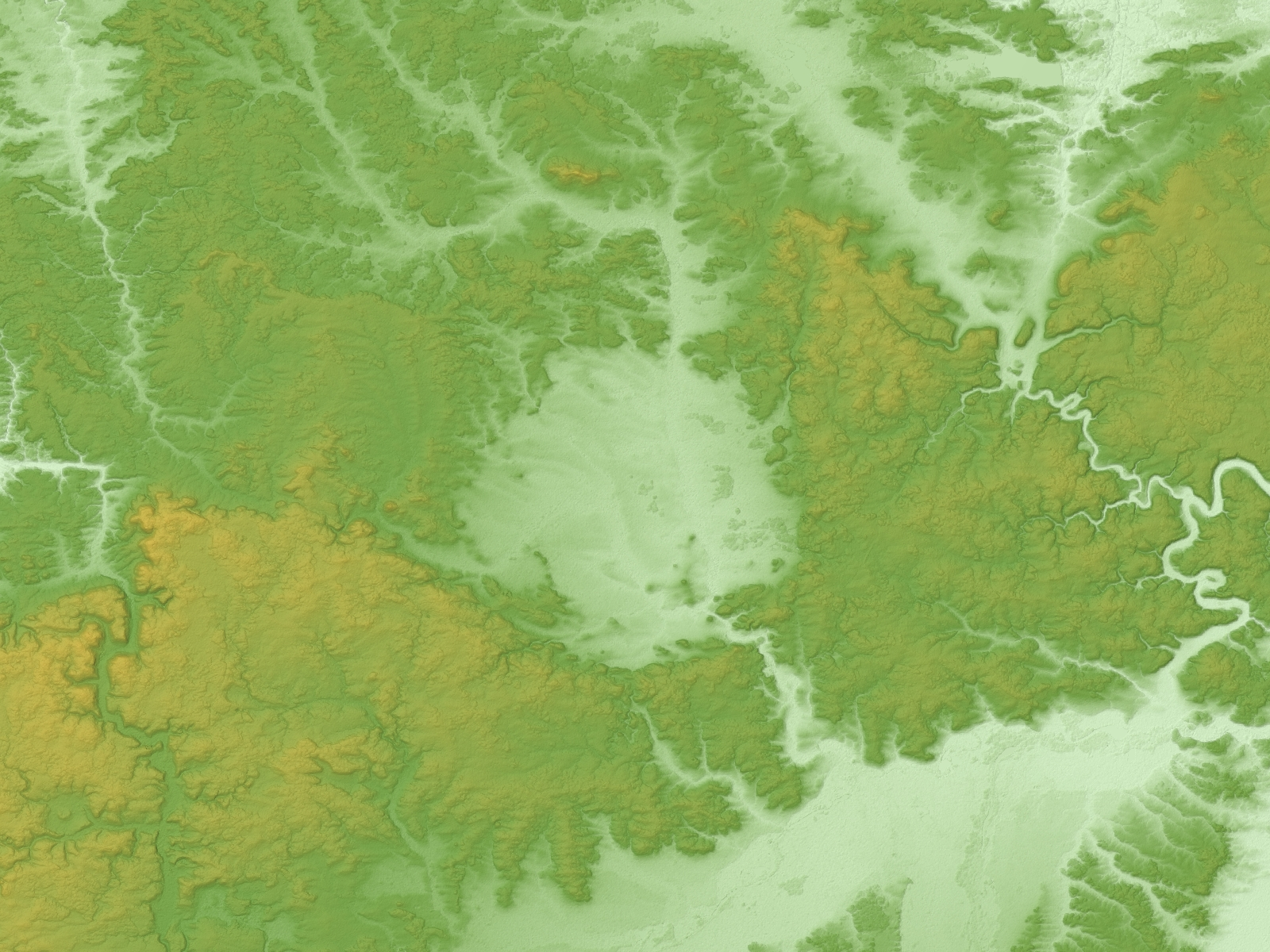
地形図

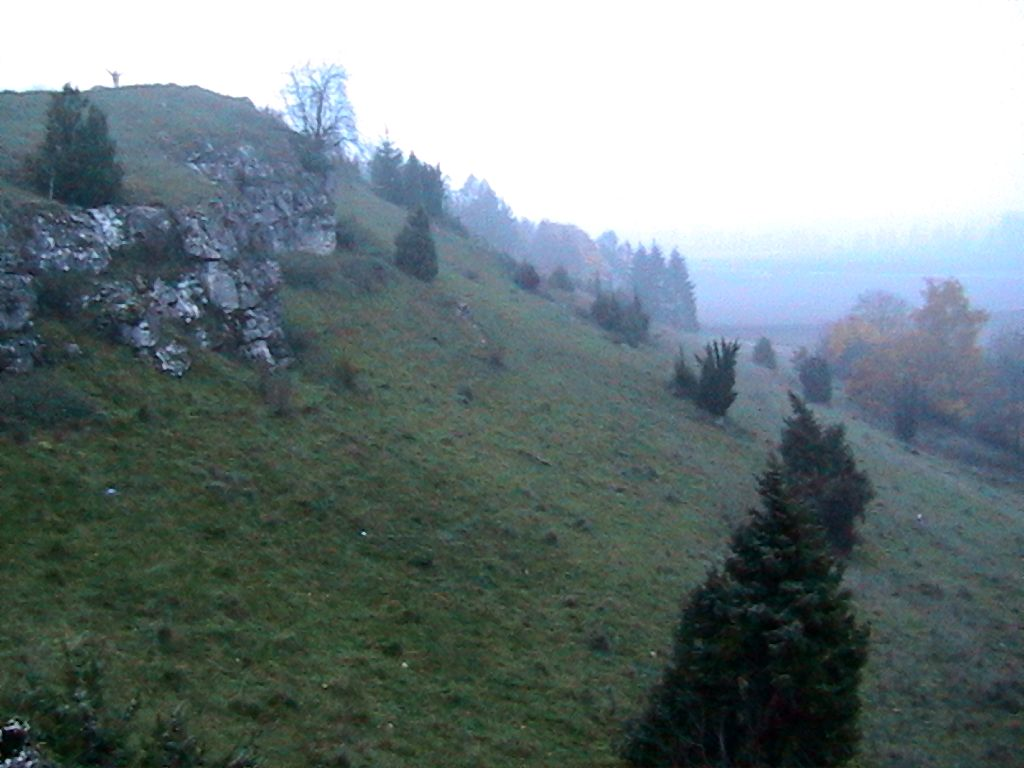
クレーターの縁、メンヒスデッギンゲンの近く

盆地は、1430万 - 1450万年前(中新世)に形成された隕石衝突クレーターと解釈されている。クレーターはほとんどの場合、単にリース・クレーターと呼ばれる。
ネルトリンガー・リースはほぼ円形(22×24 km)で、直径約24 kmのクレーターの残存と考えられている。クレーターの縁は、森で覆われたリング状の丘の連なりとして見られる。現在の盆地底部は浸食された縁の残存から約100 - 150 m下にある。丘陵地であるこの地域の中でその平坦さが際立っている。クレーターの内側に円形の丘の連なりがあり、複合クレーターに見られる 中央隆起であると考えられている。ヴェルニッツ川が蛇行を繰り返しながら、平坦なリース盆地を横切っている。

## 発見

### 初期の説
リースとその岩石は1世紀以上にわたって、さまざまな解釈が試みられた。かつては、特にリースに産するスーバイトと火山灰が似ていたため、火山活動起源説が好まれた。
1805年にはすでに、バイエルン地質学の父とされるMathias von Flurlが、リースを「火山地域」であると記載している。1870年、Carl Wilhelm von Gümbelは、スーバイトの分布からリースに火山が存在したと判断した。彼は、この火山は浸食で完全に消えており、放出された岩石だけが残っているとした。1901年、Wilhelm BrancoとEberhard Fraasは、地下のマグマチャンバーが上昇し、そこに水が貫入して何箇所かで爆発を起こしたとして、火山体の不在を説明しようとした。1910年から、Walter Kranz将校はリースの地質構造が一つだけの中央爆発によってのみ最もよく説明されることを示した。爆発の原因は、同様にマグマチャンバーへの水の貫入で説明した。
火山活動説以外にも、山地の隆起にともなう氷河やテクトニクス(構造盆地)による説もあったが、どれもリースの特徴を説明できなかった。
1904年にはすでにErnst Wernerがリースの構造を隕石衝突によるものとした。1936年にはOtto Stutzerもアリゾナ州にあるバリンジャー・クレーターとリースとのあいだの類似点を指摘した。ところが衝突仮説はまだブレイクスルーとはならなかった。

### 隕石衝突説
1960年、二人のアメリカの科学者、ユージン・シューメーカーとエドワード・チャオ(Edward Chao)は、岩石試料に基づいて隕石の衝突が原因のクレーターであることを証明した。最も重要な証拠はスティショバイトとコーサイト(いずれも衝撃石英の一種)の存在だった。これらの高圧変成石英は隕石衝突に伴う衝撃圧によってしか形成されず、火山活動で説明するのは不可能だった。このコーサイトは、ネルトリンゲンの町に地元石材で建てられた教会の建築石材(スーバイト)の中から発見された。
ヨハネス・バイアー(Johannes Baier)による二つの記載岩石学論文は、このスーバイトが中生代の堆積物から形成されたことを示した 。
衝突イベントの最近のコンピュータ・モデリングによれば、衝突した隕石の直径はそれぞれ約1.5km (リース)と150m(シュタインハイム)で、衝突前は互いに約10kmの距離を持ち、水平面から30 - 50度の角度で南西西から東北東への方向で衝突したと見積もられた。衝突速度は約20km/sであったと考えられている。衝突が引き起こした爆発は広島原爆1,800万個分のエネルギーであった。
この衝突イベントがチェコ共和国のボヘミア地方とモラヴィア地方で見つかるテクタイトの一種、モルダバイトを生成したと考えられている。このテクタイトは砂岩が卓越する表層から生じ、クレーターから450kmに及ぶ距離にまで放出された。
衝突後の一時期、クレーターは海に沈んで堆積層を作り、その後クレーターは再び陸化した。氷期のあいだは浸食されて黄土が形成され、この地の農業の基礎を作った。
ネルトリンゲンの石材建築は直径が0.2mmを超えない微小ダイアモンドを何百万個も含む。リース・クレーターを作った衝突はグラファイト鉱脈に衝突して72,000トンのダイアモンドを作ったと推定されている。この地域で産出される岩石は切り出されて建築石材として使われている。

## 隣のクレーター

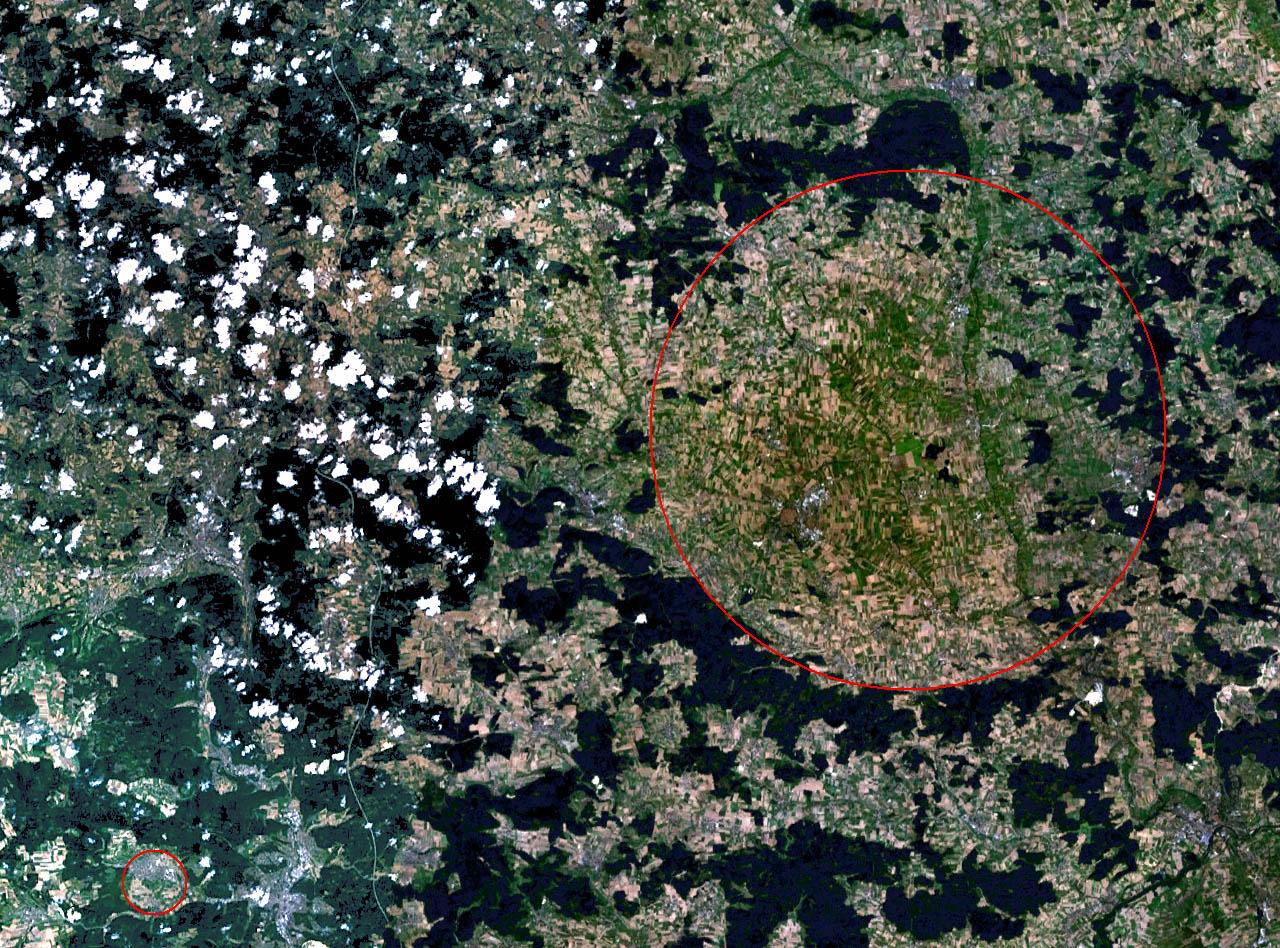
ネルトリンガー・リース(右)とシュタインハイム・クレーター(左下)

ネルトリンガー・リースの中心から西南西42 kmにあるシュタインハイム盆地はもう一つの衝突クレーターである。このシュタインハイム・クレーターは、直径3.8 kmとリース・クレーターよりずっと小さい。このクレーターもおよそ1500万年前に形成されたと考えられており、リースとほぼ同時のイベントであったと考えられている。二つのクレーターを残した天体は二重小惑星であったと考えられている。